# 江戸川区立平井小学校
江戸川区立平井小学校（えどがわくりつ ひらいしょうがっこう）は、東京都江戸川区平井にある公立小学校。

## 沿革
- 1926年（大正15年）
  - 9月1日 - 小松川第三尋常小学校として開校。
  - 9月25日 - 開校記念式典挙行。
- 1941年（昭和16年）
  - 4月1日 - 国民学校令により小松川第三国民学校と改称。第六国民学校分離
  - 9月1日 - 小松川第六国民学校分離。
- 1945年（昭和20年）3月10日 - 戦災により校舎を全焼。平屋建授業。
- 1947年（昭和22年）4月1日 - 学制改革により江戸川区立平井小学校と改称。
- 1950年（昭和25年）2月12日 - 旧小松川第六小跡に分校を設立。
- 1952年（昭和27年）11月1日 - 分校を平井西小学校として独立。
- 1953年（昭和28年）2月10日 - 平井南小学校を分離開校。
- 1955年（昭和30年）3月20日 - 2階建10教室管理室完成。
- 1960年（昭和35年）10月10日 - 体育館完成。
- 1967年（昭和42年）3月22日 - 校舎鉄筋化第1期完成（普通教室3・特別教室3）。
- 1969年（昭和44年）3月25日 - 校舎鉄筋化第2期完成（普通教室8・管理室）。
- 1972年（昭和47年）6月7日 - 校舎鉄筋化第3期完成（普通教室8）。
- 1973年（昭和48年）8月10日 - プール改築完成。
- 1977年（昭和52年）
  - 9月1日 - 平井第二小学校を分離開校[2]。
  - 10月29日 - 開校50周年記念式典挙行。
- 1981年（昭和56年）2月3日 - 体育館改修。
- 1983年（昭和58年）3月20日 - 家庭科室改修。
- 1986年（昭和61年）12月8日 - アスレチック設置。
- 1989年（平成元年）
  - 3月9日 - 体育館改築し、落成記念式典挙行。
  - 4月1日 - 学区変更により、7丁目都営住宅まで学区域を拡張。
- 1990年（平成2年）8月24日 - 窓枠改造工事。
- 1991年（平成3年）9月2日 - 給水管改修工事完成。
- 1992年（平成4年）7月1日 - 管理室空調機設置。
- 1993年（平成5年）9月10日 - 校舎屋上改造工事。
- 1994年（平成6年）12月10日 - 飼育小屋改修と校庭手洗改修の両工事。
- 1995年（平成7年）2月5日 - 焼成窯設置工事。
- 1996年（平成8年）9月26日 - プール床面の塗装工事。
- 1997年（平成9年）9月30日 - 給食室全面改修工事。
- 2004年（平成16年）4月1日 - すくすくスクール開始。
- 2008年（平成20年）9月1日 - 普通教室冷房化工事完了。
- 2020年（令和2年）6月 - 体育館エアコン設置完了。

## 教育目標
- やりぬく心
- やりぬく体

## 委員会活動・クラブ活動
- 委員会
  - 代表・放送・飼育・保健・図書・運動・集会
- クラブ
  - 家庭科・科学・パソコン・バトン・イラスト漫画・卓球・屋内スポーツ・屋外スポーツ

## 通学区域
- 江戸川区
  - 平井6丁目18番 - 22番、24番 - 77番
  - 平井7丁目1番 - 4番、27番 - 32番[3]

## 進学先中学校
- 江戸川区立小松川第三中学校

## 交通
- 都営バス「上23」系統で、「平井小学校前」バス停下車後、すぐそば。
  - なお、学校西門までは、すぐそばだが、学校正門までは、少々徒歩移動を伴う。
- 平井駅から徒歩7分。